# 西太白棘豆
西太白棘豆（学名：Oxytropis sitaipaiensis）为豆科棘豆属下的一个种。